# Leopold Werner
Leopold Werner (* 26. September 1905 in Salzburg; † 13. Jänner 1977 in Wien) war ein österreichischer Jurist, Universitätsprofessor und Richter. Werner war ab 1959 ordentlicher Universitätsprofessor für Allgemeine Staatslehre, Verfassungs- und Verwaltungsrecht an der Universität Wien sowie ab 1947 zuerst Hofrat und später Senatspräsident am Verwaltungsgerichtshof. Von 1955 bis 1975 gehörte Leopold Werner darüber hinaus dem Verfassungsgerichtshof an, dessen Vizepräsident er ab 1969 war.

## Beruflicher Werdegang
Leopold Werner wurde am 26. September 1905 in der Salzburger Landeshauptstadt Salzburg geboren. Er absolvierte an der Rechtswissenschaftlichen Fakultät der Universität Wien das Studium der Rechtswissenschaften und wurde im Jahr 1929 dort zum Doktor der Rechte (Dr. iur.) promoviert. Im Anschluss an die Gerichtspraxis trat Werner in den Dienst beim Magistrat der Stadt Wien ein, wo er als Verwaltungsjurist hauptsächlich mit Baurechtlichen Materien beschäftigt war. Während der Zeit des Nationalsozialismus in Österreich war Werner bei der Nachfolgerbehörde des Magistrats, der kommissarischen Verwaltung des Reichsgaus Wien, beschäftigt und vom Kriegsdienst aufgrund eines Arbeitsunfalls freigestellt.
Nach dem Ende der NS-Zeit in Österreich wurde Leopold Werner bereits kurz nach Kriegsende 1945 zum Sektionsrat im Verfassungsdienst des Bundeskanzleramts bestellt. Als solcher arbeitete er maßgeblich an der Wiedererrichtung der österreichischen Rechtsordnung und der Überleitung des prä-ständestaatlichen Rechts in die Zweite Republik mit. Den sich daraus ergebenden Problemstellungen widmete sich Werner in der Folge auch in mehreren rechtswissenschaftlichen Aufsätzen.
Ebenfalls kurz nach Kriegsende, nämlich schon im August 1945, vollendete Leopold Werner an der Universität Wien bei Ludwig Adamovich seine Habilitationsschrift zum Thema Die Eisenbahnhoheit. Er wurde in der Folge habilitiert und erhielt zunächst die Lehrbefugnis für die Fächer allgemeine Verwaltungslehre und österreichisches Verwaltungsrecht, später auch für allgemeine Staatslehre und Staatsrecht. An der Universität wurde Leopold Werner zunächst als Privatdozent tätig, ehe er 1951 zunächst zum außerordentlichen und schließlich 1959 zum ordentlichen Universitätsprofessor ernannt wurde.
Im Jahr 1947 wurde Leopold Werner zum Hofrat des Verwaltungsgerichtshofs ernannt, wobei er zu diesem Zeitpunkt mit 42 Jahren der jüngste Richter am VwGH wurde. Sieben Jahre später, im Jahr 1954, erfolgte Werners Aufstieg zum Senatspräsidenten am Verwaltungsgerichtshof. Im selben Jahr wurde er auf Vorschlag der Bundesregierung von Bundespräsident Theodor Körner als Ersatzmitglied des Verfassungsgerichtshofs ernannt. Ende des Jahres 1954, am 4. Dezember, folgte die Bestellung als ordentliches Mitglied des Verfassungsgerichtshofs in Nachfolge von Vitus Schmidt zum 1. Jänner 1955. Von 1956 bis 1959 war Leopold Werner am VfGH als ständiger Referent des Richterkollegiums tätig.
Nachdem er am 16. Juli 1969 wiederum auf Vorschlag der Bundesregierung mit Wirksamkeit vom 1. Oktober 1969 zum Vizepräsidenten des VfGH ernannt wurde, trat er zu diesem Zeitpunkt am VwGH als Senatspräsident in den Ruhestand. Das Amt als VfGH-Vizepräsident übte Leopold Werner noch bis zu seinem verfassungsmäßig vorgesehenen Ausscheiden am 31. Dezember 1975 aus. Etwas mehr als ein Jahr später, am 13. Jänner 1977, verstarb Leopold Werner im Alter von 71 Jahren.
Er wurde am Hütteldorfer Friedhof bestattet.